# Bavor (olomoucký komorník)
Bavor (? – 1224/25; lat. Baviar) byl moravský šlechtic z rodu Bavorů ze Strakonic a otec Bavora I. ze Strakonic.
Nejstarší zmínka o něm pochází z falza datovaného rokem 1187. Nejpozději od roku 1208 vykonával prestižní úřad olomouckého komorníka, tento úřad si podržel až do své smrti. V roce 1221 se Bavor účastnil jednání krále Přemysla Otakara I. s biskupem Ondřejem. Bavor se pravděpodobně během svého života přesunul do jižních Čech, snad to byl důsledek sňatku s dcerou místního velmože. Nejpozději roku 1225 Bavor zemřel.

## Život

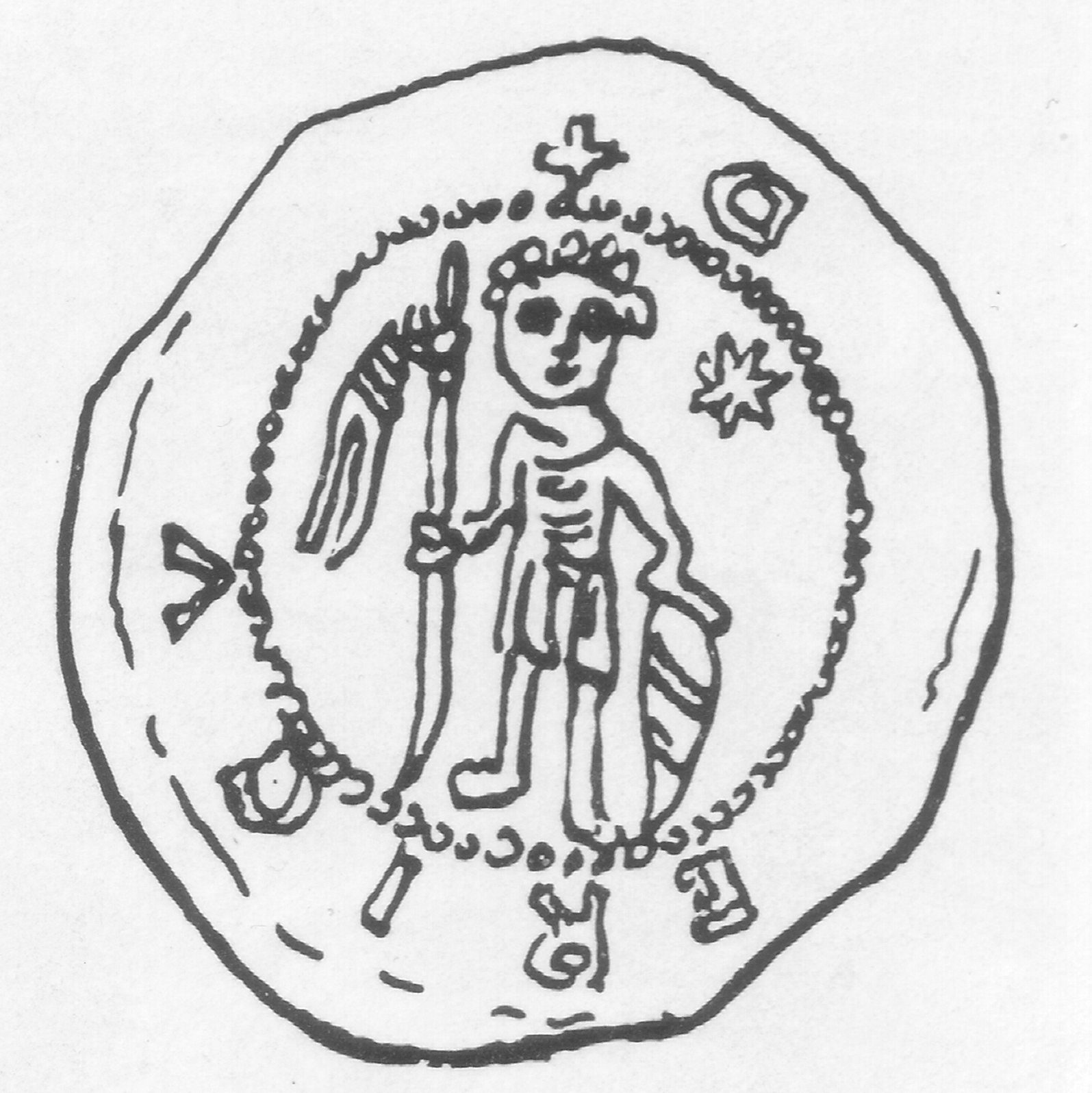
Pečeť knížete Bedřicha (August Sedláček)

Bavor se narodil jako syn číšníka Dluhomila a jeho neznámé ženy. Poprvé je Bavor zmíněn ve falzu z roku 1187, kde společně s bratry Trojanem, Klušnou a Dluhomilem osvědčil listinu vydanou knížetem Bedřichem. Mezi lety 1192 a 1193 společně s bratry Klušnou a Dluhomilem osvědčil listinu vydanou pro plaský klášter. V letech 1200 až 1203 se v listinách objevuje jistý Bavor ve funkci olomouckého komorníka. Simona Kotlárová označuje Bavora z let 1200 až 1203 jako otce Bavora I. ze Strakonic, podle Miroslava Svobody jsou však listiny z té doby falzem, a Bavor podle něj úřad komorníka nezastával. Funkci olomouckého komorníka tak Bavor zastával nejpozději od roku 1208.

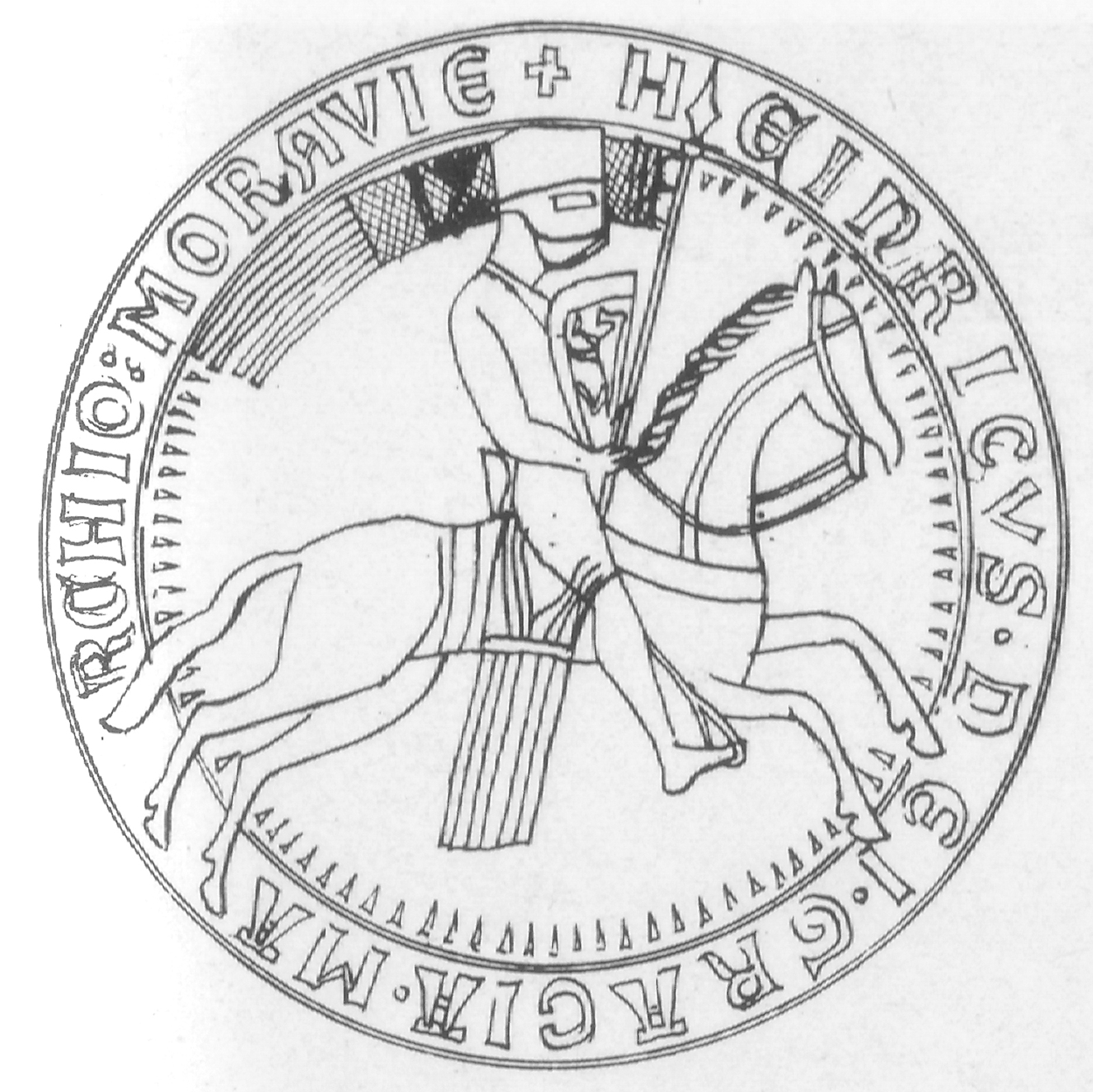
Pečeť Vladislava Jindřicha, moravského markraběte

Bavor si úřad komorníka podržel až do smrti, poprvé je jako komorník zmíněn 25. září 1208. Mezi lety 1208 a 1213 se objevil v pramenech čtyřikrát, vždy v blízkosti olomouckého biskupa Roberta. V roce 1213 se poprvé objevil v Čechách, kdy svědčil darování statků ženskému klášteru sv. Petra v Olomouci. V pramenech se Bavor objevuje až v roce 1220, vždy v blízkosti krále Přemysla Otakara I. nebo jeho bratra Vladislava Jindřicha. V létě roku 1221 se Bavor účastnil jednání Přemysla Otakara s pražským biskupem Ondřejem na Šacké hoře. V posledních letech jeho života, tedy mezi lety 1221 až 1224 se Bavor vyskytl celkem pětkrát. Nejpozději roku 1225 Bavor zemřel, jeho syn Bavor I. ze Strakonic se poté v pramenech objevuje až v roce 1233.

## Rodina
Bavorovou manželkou byla Bolemila z Radomyšle, o které pochází zmínka z roku 1225. Podle Miroslava Svobody byla dědičkou Radomyšle a okolí, podle Simony Kotlárové byla sňatek s ní také důvod, proč se Bavor přesunul z Moravy do Čech. Podle Bohumíra Lifky se však Bavorové přesunuli na Strakonicko již roku 1167, kdy byli pověřeni správou Prácheňska. S tímto názorem ovšem nesouhlasil Martin Wihoda, podle kterého byl olomoucký komorník Bavor jediným Bavorem, který měl své statky na Moravě. Podle Josefa Vítězslava Šimáka však pocházela Bavorova matka z rodu Hrabišiců. Z pramenů je znám jediný syn, a to Bavor I. ze Strakonic. August Sedláček ztotožnil Bavora I. ze Strakonic s jeho otcem, olomouckým komorníkem Bavorem.